# Herb gminy Wiśniew
Herb gminy Wiśniew – jeden z symboli gminy Wiśniew, ustanowiony 27 października 2013.

## Wygląd i symbolika
Herb przedstawia na tarczy w polu złotym drzewo wiśni zielone z owocami czerwonymi. Herb nawiązuje do nazwy gminy.